# Баарспул, Ивон
И́вон Ба́арспул (нидерл. Yvon Baarspul; 14 сентября 1918, Утрехт — 20 февраля 1993, Кёльн) — нидерландский дирижёр.
В 1948—1950 гг. возглавлял филармонический оркестр Батавии, в составе которого привезённые из метрополии музыканты выступали с концертами в различных городах тогдашней Нидерландской Индии. За работу на этом посту был удостоен в 1950 г. ордена Оранской династии. По возвращении в Нидерланды возглавил филармонический оркестр провинции Оверэйсел, в 1953 г. стал первым руководителем Нидерландского студенческого оркестра, но после автокатастрофы в том же году на долгое время вынужден был ограничить профессиональную деятельность. В 1964—1970 гг. главный дирижёр Бохумского симфонического оркестра.